# 1689
1689 (MDCLXXXIX) byl rok, který dle gregoriánského kalendáře započal sobotou.

## Události
- 11. leden – anglický parlament prohlásil Jakuba II. za sesazeného
- 13. únor – Vilém III. Oranžský a Marie II. jsou prohlášeni spoluvládci Anglie, Skotska a Irska. Skotsko a Irsko je nepřijaly.
- 2. březen – Francouzi při válce o dědictví falcké dobyli a zpustošili město Heidelberg.
- 24. květen – angl. parlament přijal Act of Toleration, zaručující náboženskou svobodu pro protestanty. Zákony a nařízení utlačující katolíky zůstaly v platnosti.
- 21. června – velký požár v Praze zvaný „francouzský požár“
- 6. říjen – Alexandr VIII. se stává papežem.
- 16. prosinec – Vilém III. Oranžský vydal v Anglii listinu Bill of Rights, stvrzující práva britského parlamentu (dodnes platný dokument)
- Petr I. svrhl svou nevlastní sestru z postu regentky a stal se skutečným vládcem Ruska
- Irové povstali na podporu Jakuba II. proti Vilému Oranžskému
- ve Švédsku byla založena společnost Husqvarna Vapenfabrik
- realizováno poštovní spojení z Prahy do Norimberku přes Cheb

### Probíhající události
- 1652–1689 – Rusko-čchingská válka
- 1683–1699 – Velká turecká válka
- 1688–1689 – Slavná revoluce
- 1688–1697 – Devítiletá válka
- 1689–1697 – Válka krále Viléma

## Narození
Česko
- 3. listopadu – Jan Josef Ignác Brentner, český hudební skladatel († 28. června 1742)
- 8. srpna – Václav Vavřinec Reiner, barokní malíř († 9. října 1743)
- 1. září – Kilián Ignác Dientzenhofer, český architekt († 12. prosince 1751)
- ? – Jan Ignác Libertin, český katolický kněz, proslavený kazatel(† 1756)
- ? – Václav Špaček, český barokní architekt a stavitel († 8. července 1751)
- ? – František Řehoř Ignác Eckstein, freskař a malíř oltářních obrazů († 1741)

Svět
- 18. ledna – Charles Louis Montesquieu, francouzský filosof a spisovatel († 1755)
- 26. ledna – Johann Jacob Leu, švýcarský encyklopedista a bankéř († 10. listopadu 1768)
- 3. února - admirál Blas de Lezo, španělský šlechtic, námořník a vojevůdce († 7. září 1741)
- 26. května – Mary Wortley Montagu, anglická spisovatelka († 21. srpna 1762)
- 27. května – Ondřej Jakub z Ditrichštejna, salcburský arcibiskup († 5. ledna 1753)
- 19. srpna – Samuel Richardson, anglický spisovatel († 4. července 1761)
- 24. září – Johann Adam Steinmetz, německý evangelický teolog a pedagog († 1762)
- 22. října – Jan V. Portugalský, portugalský král († 31. července 1750)

## Úmrtí
Česko
- 11. srpna – Jan Václav Rosa, český spisovatel, filolog a právník (* asi 1630)
- ? – Kašpar Motěšický, kazatel české exulantské komunity v Žitavě (* 1651)

Svět
- 6. ledna
  - Cristoforo Ivanovich, italský historik, básník a operní libretista (* 1620)
  - Seth Ward, anglický biskup, matematik a astronom (* 1617)
- 4. února – Francesco Alberti di Pola, tridentský biskup (* 22. května 1610)
- 12. února – Marie Louisa Orleánská, španělská královna, manželka Karla II. (* 26. března 1662)
- 14. dubna – Marie Anna Habsburská, dcera císaře římského Ferdinanda III. (* 13. ledna 1654)
- 19. dubna – Kristýna I. Švédská, švédská královna (* 18. prosince 1626)
- 4. května nebo 8. května – Christian Knorr von Rosenroth, německý učenec, básník (* 15. července 1636)
- 8. června – Decio Azzolino, italský kardinál (* 11. dubna 1623)
- 7. července – Luisa Savojská, princezna savojská a bádenská (* 1. srpna 1627)
- 12. srpna – Inocenc XI., papež (* 1611)
- 30. září – Julius František Sasko-Lauenburský, císařský vojevůdce, vlastník Zákupského panství (* 16. září 1641)
- 4. prosince – Aşub Sultan, manželka osmanského sultána Ibrahima I. a matka sultána Sulejmana II. (* 1627)
- 29. prosince – Thomas Sydenham, „otec anglické medicíny“ (* 10. září 1624)
- ? – Ján Burius, slovenský evangelický kazatel, historik a spisovatel (* 18. ledna 1636)
- ? – Čang Taj, čínský spisovatel a dějepisec (* 1597)

## Hlavy států
- Anglie – Vilém III. (1688–1702)
- Francie – Ludvík XIV. (1643–1715)
- Habsburská monarchie – Leopold I. (1657–1705)
- Osmanská říše – Sulejman II. (1687–1691)
- Polsko-litevská unie – Jan III. Sobieski (1674–1696)
- Rusko – Ivan V. (1682–1696) a Petr I. Veliký (1682–1725)
- Španělsko – Karel II. (1665–1700)
- Švédsko – Karel XI. (1660–1697)
- Papež – Inocenc XI. (1676–1689) / Alexandr VIII. (1689–1691)
- Perská říše – Safí II.